# Mike West
Mike West, né le 31 août 1964 à Kitchener, est un nageur canadien. Sa fille, Ruby (née en 1999) est une cycliste professionnelle.

## Palmarès

### Jeux olympiques
- Los Angeles 1984
  -  Médaille d'argent en 4 × 100 m 4 nages.
  -  Médaille de bronze en 100 m dos[1].